# Andrij Kravčuk
Andrij Serhijovyč Kravčuk (in ucraino Андрій Сергійович Кравчук?; Černivci, 26 febbraio 1999) è un calciatore ucraino, centrocampista dell'Ethnikos Achnas.

## Caratteristiche tecniche
È un centrocampista centrale.

## Carriera
Cresciuto nel settore giovanile di Dinamo Kiev e Šachtar, nel 2018 è stato acauistato dall'Olimpik Donec'k. Ha esordito in prima squadra il 21 ottobre 2018 disputando l'incontro di Prem"jer-liha vinto 1-0 contro il Čornomorec'.

## Palmarès

### Club

#### Competizioni nazionali
- Pervenstvo Futbol'noj Nacional'noj Ligi: 1

Torpedo Mosca: 2021-2022